# على حبل مشدود (فلم)
على حبل مشدود (2007) هو فلم وثائقي من إخراج بيتر لوم، وإنتاج مشترك بين شركتي بيرايا فلم [الإنجليزية] ولوم فيلمز، بالتعاون مع مؤسسة رافتو لحقوق الإنسان [الإنجليزية].

## الملخص
تدور أحداث الفيلم حول أربعة أطفال يعيشون في دار للأيتام في مقاطعة سنجان (موطن السكان الإيغور) في الصين. والأطفال هم إيغوريون، وهم أعضاء أكبر أقلية مسلمة في الصين. حلمهم هو أن يصبحوا من محترفي المشي على الحبل المشدود، وهو تقليد أويغوري قديم.
الأطفال يبدأون بتعلم المشي على الحبل المشدود، لكن خلال بضعة أشهر، يقيّمهم المدرب على أنهم غير مؤهلين. تتغير بعض أحلامهم حينها: فواحد منهم يرغب في أن يصبح معلّمًا، وآخر يحلم بأن يكون مغنيًا محترفًا. أما أحدهم، فيشعر ببساطة أنه صغير جدًا ليكون جيدًا في أي شيء. وفي النهاية، حتى الشخص الذي اعتُبر الأكثر موهبة في المشي على الحبل، والذي يحلم بدخول موسوعة غينيس للأرقام القياسية في هذا المجال، يتم التخلي عنه من قبل المدرب الماكر الذي يبدو أنه لا يهتم إلا بالمال.
وبعد مرور عام واحد، يأتي مدرب مختلف إلى دار الأيتام. ومن خلال الحب واللطف، يحول فشل الأطفال الأولي في المشي على الحبل المشدود إلى نجاح. ويبلغ الفيلم ذروته بأدائهم على سلك مرتفع - دون شبكة أمان - أمام مدينتهم بأكملها.
المشي على الحبل المشدود في هذا الفيلم هو استعارة لكيفية محاولة الإيغور الموازنة بين إيمانهم وتاريخهم الإسلامي والعيش في دولة شيوعية، حيث يتم تقييدهم بشدة في ممارسة دينهم. وهذا هو أول فلم على الإطلاق يوثق السياسة الصينية تجاه الدين في سنجان.

## الجوائز
- فاز بجائزة مهرجان وارسو السينمائي الدولي [الإنجليزية] 2006، جائزة واتش دوك
- فاز بالجائزة الكبرى في مهرجان شيكاغو الدولي للأفلام الوثائقية [الإنجليزية] 2007، فئة الأفلام القصيرة.
- تم ترشيحه لجائزة ون وورلد ميديا، لندن 2007.

## طالع أيضًا
- قائمة الأفلام الإسلامية
- الإسلام في الصين
- شعب الإيغور

## روابط خارجية
- على حبل مشدود  على قاعدة بيانات الأفلام على الإنترنت (بالإنجليزية).[3]
- حبل مشدود (فلم)/ On a Tightrope في روتن توميتوز.
- Production company
- International distributor نسخة محفوظة September 28, 2007, على موقع واي باك مشين.
- Norwegian distributor
- Official Website نسخة محفوظة May 12, 2021, على موقع واي باك مشين.
- On a Tightrope at the Norwegian Film Institute

1. ↑  وصلة مرجع: http://www.imdb.com/title/tt0925260/. الوصول: 19 مايو 2016.
2. ↑  مذكور في: قاعدة بيانات الأفلام على الإنترنت. مُعرِّف قاعدة بيانات الأفلام على الإنترنت (IMDb): tt0925260. لغة العمل أو لغة الاسم: الإنجليزية.
3. ↑  قاعدة بيانات الفيلم (باللغات المتعددة), QID:Q20828898